# رومولا غاري
رومولا غاري (بالإنجليزية: Romola Garai)‏ مواليد 6 أغسطس 1982 في هونغ كونغ البريطانية، هي ممثلة بريطانية بدأت مسيرتها الفنية عام 2000.

## الأعمال

### أفلام
- فانيتى فير
- في الداخل أنا أرقص
- تكفير
- يوم واحد

### مسلسلات
- المنمنم

## وصلات خارجية
- رومولا غاري في قاعدة بيانات السينما العالمية.
- رومولا غاري على موقع IMDb (الإنجليزية)
- رومولا غاري على موقع ميتاكريتيك (الإنجليزية)
- رومولا غاري على موقع روتن توميتوز (الإنجليزية)
- رومولا غاري على موقع قاعدة بيانات الأفلام العربية
- رومولا غاري على موقع ألو سيني (الفرنسية)
- رومولا غاري على موقع ميوزك برينز (الإنجليزية)
- رومولا غاري على موقع أول موفي (الإنجليزية)
- رومولا غاري على موقع بوكس أوفيس موجو (الإنجليزية)
- رومولا غاري على موقع قاعدة بيانات الأفلام السويدية (السويدية)
- رومولا غاري على موقع إن إن دي بي (الإنجليزية)